# سردابه (اردبیل)
وکیل آباد سردابه یک روستا در ایران است که در دهستان سردابه شهرستان اردبیل واقع شده‌است.
 روستای وکیل آباد